# Tomas Ortved
Tomas Ortved Larsen (født 23. marts 1959) er en dansk trommeslager i bandet Sort Sol (tidligere Sods). Ortved har været medlem af bandet fra starten i 1977 og har herudover spillet trommer i bl.a. Cyklon Anti Cyklon, Alive With Worms, Nikolaj Nørlund, Peter Sommer med mange flere.
Arbejder herudover som kunstmaler hvor han billedsprogsmæssigt bl.a. beskæftiger sig med tematikker hentet fra det arkæologiske mellemøsten, heriblandt den Minoiske kultur (Kreta), Babylon, Assyrien og Mesopotamien.
Kåret til "årets musiker" 2004 ved prisoverrækkelsen "Årets Steppeulv".
Har bl.a. samarbejdet med Lars H.U.G., Martin Hall, T.S. Høeg og Joakim Thåström m.fl.
Han udgav i foråret 2008 debut soloalbummet "Sun Pistol" (Irmgardz 2.0).
Han udgav 21. maj 2012 sit andet soloalbum "Catch".
Spillede sammen New Yorker guitarlegenden Lee Ranaldo fra  Sonic Youth i bandet Lee Ranaldo and the Dust på Skandinaviens turné 2014.